# Sullivan (Missouri)
Pour les articles homonymes, voir Sullivan.
Sullivan est une ville du Missouri, dans les Comtés de Franklin et Comté de Crawford aux États-Unis d'Amérique.